# Cacia cephalotes
Cacia cephalotes là một loài bọ cánh cứng trong họ Cerambycidae.